# Nucleon

Một hạt nhân nguyên tử là một bó compact bao gồm hai loại nucleon: Proton (đỏ) và neutron (xanh). Trong bức tranh này, các proton và neutron trông như những quả bóng nhỏ gắn vào với nhau, nhưng một hạt nhân thực sự, theo như miêu tả của vật lý hạt nhân hiện đại, lại không giống như bức tranh này. Hạt nhân thực sự chỉ có thể miêu tả một cách chính xác bằng thuyết cơ học lượng tử. Ví dụ, trong hạt nhân thực, mỗi nucleon có thể một lúc ở trong nhiều trạng thái khác nhau, trải rộng ra toàn hạt nhân.

Trong hóa học và vật lý học, nucleon (tiếng Việt đọc là: nu-clê-ông) là một trong các hạt cấu tạo nên hạt nhân nguyên tử. Mỗi hạt nhân nguyên tử chứa một hoặc nhiều nucleon, và mỗi nguyên tử chứa một hạt nhân bao gồm đám các nucleon vây quanh bởi một hoặc nhiều electron. Có hai loại hạt nucleon: neutron và proton. Số khối của một đồng vị của nguyên tử được đồng nhất bằng số các hạt nucleon trong hạt nhân của nó. Do vậy thuật ngữ số nucleon có thể được sử dụng với thuật ngữ tương tự phổ biến như số khối hoặc số khối nguyên tử.
Cho đến tận thập niên 1960, các nhà vật lý vẫn còn nghĩ rằng nucleon là những hạt cơ bản, loại hạt mà không thể phân chia thành những thành phần nhỏ hơn. Bây giờ họ biết rằng chúng là các hạt tổ hợp, chứa ba quark liên kết với nhau bởi tương tác mạnh thông qua hạt gluon. Tương tác giữa hai hoặc nhiều nucleon được gọi là tương tác liên nucleon hoặc lực hạt nhân, mà về bản chất chính là do tương tác mạnh. (Trước khi phát hiện bằng thực nghiệm các quark, thuật ngữ "tương tác mạnh" được coi như là tương tác giữa các nucleon.)
Phạm vi nghiên cứu nucleon nằm ở ranh giới giữa vật lý hạt và vật lý hạt nhân. Vật lý hạt, đặc biệt là thuyết sắc động lực học lượng tử, cung các những phương trình cơ bản giúp giải thích các tính chất của các hạt quark và của tương tác mạnh. Những phương trình này giải thích một cách định lượng các hạt quark liên kết với nhau như thế nào trong hạt proton và neutron (và ở mọi hadron khác). Tuy nhiên, khi nhiều nucleon cấu thành lên hạt nhân nguyên tử (nuclide), những phương trình cơ bản này trở lên quá khó để giải một cách trực tiếp (xem lý thuyết dàn QCD). Thay vào đó, các nuclide được nghiên cứu trong khuôn khổ của vật lý hạt nhân, ngành nghiên cứu các nucleon và tương tác của chúng bằng các phép xấp xỉ và mô hình hóa, như mô hình vỏ hạt nhân. Những mô hình này có thể giải thích thành công các tính chất của nuclide, ví dụ liệu một nuclide cho trước có chịu quá trình phân rã phóng xạ hay không.
Proton và neutron đều là các baryon và fermion. Chúng có tính chất khá giống nhau. Một hạt mang điện tích tổng khác 0 và hạt kia có điện tích bằng 0; khối lượng của proton chỉ nhỏ hơn 0,1% so với của neutron. Do vậy, chúng có thể được coi là hai trạng thái của cùng nucleon. Cùng với nhau chúng tạo thành bộ đôi (doublet) isospin (I = 1⁄2). Trong không gian isospin, neutron biến đổi qua phép quay thành proton, và ngược lại. Các nucleon này chịu tác động giống như nhau bởi tương tác mạnh và hành xử hệt như nhau dưới ảnh hưởng của tương tác này. Điều này hàm ý rằng tương tác mạnh là bất biến khi thực hiện biến đổi quay trong không gian isospin. Theo định lý Noether, đại lượng isospin được bảo toàn ứng với tương tác mạnh.:129–130

## Tổng quan

### Tính chất
Proton và neutron được biết đến nhiều nhất là nucleon, tức là thành phần của hạt nhân nguyên tử, nhưng chúng cũng tồn tại dưới dạng các hạt tự do.  Các neutron tự do không ổn định, có chu kỳ bán rã khoảng 13 phút, nhưng chúng phổ biến trong tự nhiên và có các ứng dụng quan trọng (xem bức xạ neutron và tán xạ neutron). Các proton đơn lẻ, không liên kết với các nucleon khác, thường được coi là hạt nhân của các nguyên tử hoặc ion hydro, nhưng trong một số trường hợp (tia vũ trụ, chùm proton), chúng có thể được coi là các proton tự do.
Cả proton và neutron đều không phải là hạt cơ bản, cụ thể là ba hạt quark. Một proton bao gồm hai quark lên và một quark xuống, trong khi neutron có một quark lên và hai quark xuống.  Các quark được giữ với nhau bởi lực tương tác mạnh, hoặc tương đương, bởi các gluon, là trung gian cho lực tương tác mạnh.
Một quark lên có điện tích +2/3    e, và một quark xuống có điện tích  −1/3   e, do đó các điện tích tổng của proton và neutron lần lượt là + e và 0.  Do đó, neutron có điện tích bằng 0 (không) và do đó trung hòa về điện; thật vậy, thuật ngữ "neutron" xuất phát từ thực tế là từ một neutron trung hòa về điện.
Khối lượng của proton và neutron khá giống nhau: proton là 1,6726.1027 kg hoặc 938,27 MeV/c2, trong khi neutron là 1,6749.1027 kg hoặc 939,57  MeV/c2.  Các neutron nặng hơn proton khoảng 0,13%.  Sự giống nhau về khối lượng có thể được giải thích một cách đại khái bằng sự khác biệt nhỏ về khối lượng của quark lên và quark xuống tạo thành các nucleon.  Tuy nhiên, một lời giải thích chi tiết vẫn là một vấn đề chưa được giải quyết trong vật lý hạt. :135–136
Các spin của cả hai proton và neutron là  có nghĩa là chúng là fermion và, như electron (và không giống như boson), phải tuân thủ các nguyên tắc loại trừ Pauli, một hiện tượng rất quan trọng trong vật lý hạt nhân: proton và neutron trong một nguyên tử hạt nhân tất cả không thể ở cùng một trạng thái lượng tử; thay vào đó chúng lan rộng ra thành vỏ hạt nhân tương tự như vỏ điện tử trong hóa học.  Cũng quan trọng, spin này (của proton và neutron) là nguồn spin hạt nhân trong các hạt nhân lớn hơn.  Spin hạt nhân được biết đến nhiều nhất với vai trò quan trọng của nó trong kỹ thuật NMR / MRI cho các phân tích hóa học và sinh hóa.
Mô men từ của một proton, ký hiệu là μ p, là 279 nuclear magnetons (μN), trong khi mô men từ của neutron là μ n = −191 μN Các thông số này cũng quan trọng trong NMR / MRI.

### Tính ổn định
Một neutron ở trạng thái tự do là một hạt không ổn định, với chu kỳ bán rã khoảng mười phút.  Nó trải qua β⁻
 </br> β⁻
 phân rã (một loại phân rã phóng xạ) bằng cách biến thành proton trong khi phát ra electron và antineutrino electron.   Bản thân một proton được cho là ổn định hoặc ít nhất là thời gian tồn tại của nó quá dài để đo.  Đây là một cuộc thảo luận quan trọng trong vật lý hạt, (xem phân rã Proton).
Mặt khác, bên trong một hạt nhân, các proton và neutron kết hợp (nucleon) có thể ổn định hoặc không ổn định tùy thuộc vào loại hạt nhân hoặc loại hạt nhân.  Bên trong một số hạt nhân, một neutron có thể biến thành một proton (tạo ra các hạt khác) như mô tả ở trên; sự đảo ngược có thể xảy ra bên trong các hạt nhân khác, trong đó một proton biến thành neutron (tạo ra các hạt khác) thông qua β+
,  β+
 phân rã, hoặc bắt giữ electron.  Và bên trong vẫn còn các hạt nhân khác, cả proton và neutron đều ổn định và không thay đổi hình dạng.

### Antinucleons
Cả hai nucleon đều có các phản hạt tương ứng: phản proton và phản neutron, có cùng khối lượng và điện tích trái dấu với proton và neutron tương ứng, và chúng tương tác theo cùng một cách. (Điều này thường được cho là chính xác, do tính đối xứng CPT.  Nếu có sự khác biệt, nó quá nhỏ để đo trong tất cả các thí nghiệm cho đến nay.) Đặc biệt, các antinucleon có thể liên kết thành một "antinucleus".  Cho đến nay, các nhà khoa học đã tạo ra các hạt nhân phản deuteri  và phản heli-3 .

### Danh sách hạt cơ bản
1. ↑   Các hệ số kết quả thu được bằng tổng của những chi phí thành phần: Σ = +  + +  + -  = +  = + 1, và Σ = +  + -  + -  =  = 0.